# Jesús Sánchez García
Jesús Enrique Sánchez García (San Luis Río Colorado, Sonora, México, 31 de agosto de 1989) es un exfutbolista mexicano, jugaba como Lateral, interior o extremo derecho y su único equipo fue el Club Deportivo Guadalajara de la Primera División de México, club en el que actualmente se desempeña como delegado deportivo institucional.

## Trayectoria

### Inicios
Comenzó su carrera en la Tercera División con el equipo Héroes de Caborca. A principios de 2008 fue incorporado por el Guadalajara, club en el que continuó su proceso de formación con los equipos filiales en Segunda División, Primera A y Sub-20.

### Club Deportivo Guadalajara

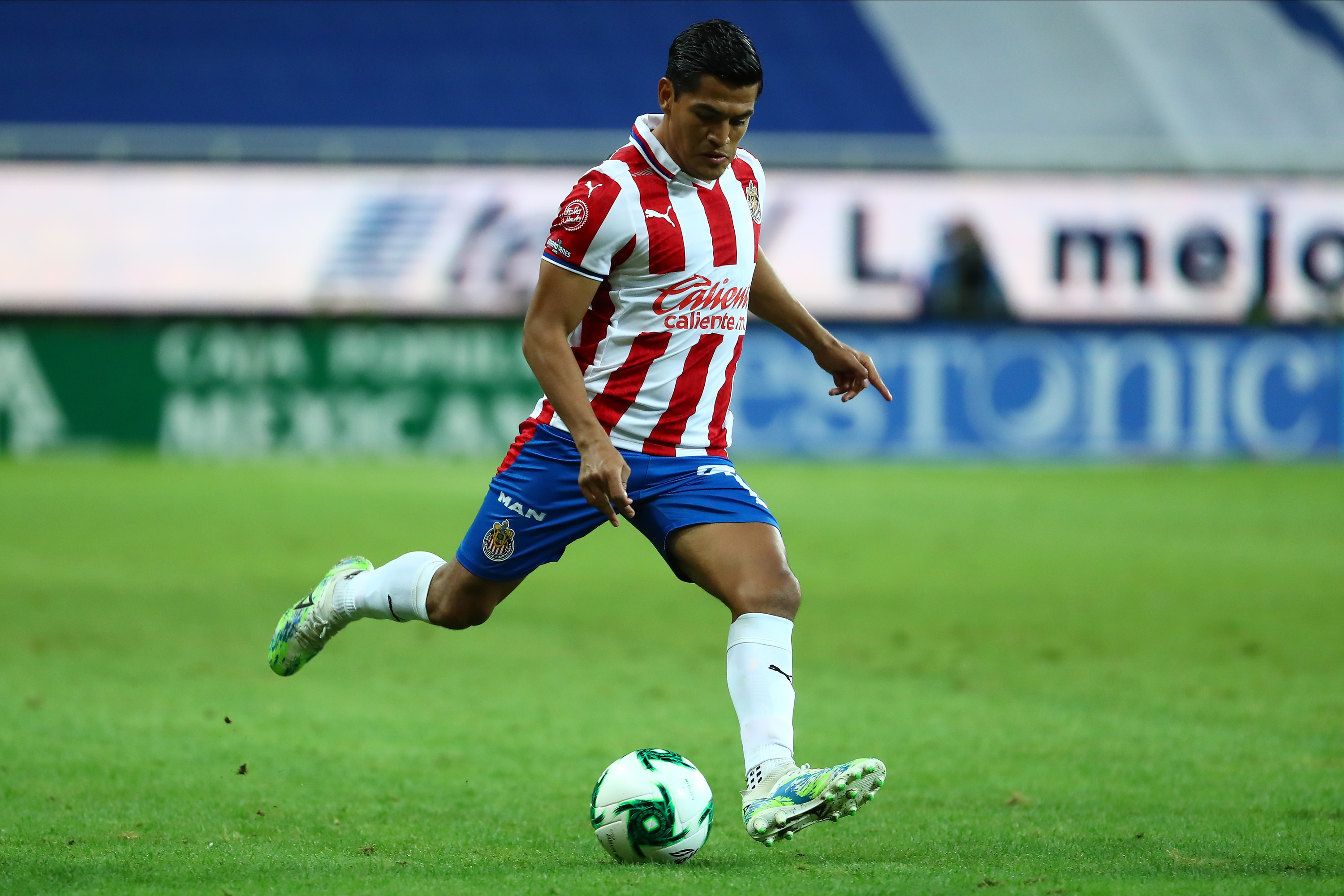

Después de las salidas de dos de los delanteros más importantes como Javier Hernández (Manchester United) y Omar Bravo (Kansas City Wizards) fue llamado al primer equipo y con la oportunidad de debutar José Luis Real lo llama para inaugurar el Estadio Omnilife y al segundo tiempo debuta en un partido no oficial con el 44 en la espalda. 
Sánchez debutó en el Máximo Circuito el 7 de agosto de 2010 en el triunfo de Chivas por 1-0 contra el San Luis en el Estadio Alfonso Lastras Ramírez, mientras que su primer gol lo anotó dos meses después, el 9 de octubre, ante los Gallos Blancos de Querétaro en la cancha del Estadio La Corregidora.
Debido a los malos torneos que tuvo desde el Apertura 2013, para el Clausura 2014, comenzó a jugar con el equipo de Chivas Rayadas de la Segunda División de México, debido a su baja de nivel y sin minutos de juego, donde se rumoraba su posible salida de Chivas.
Para el Apertura 2016, Matias Almeyda le daría una nueva posición la cual sería de lateral derecho, en la cual poco a poco se le fue viendo en mejor nivel, ya para el Torneo Clausura 2017 logró salir campeón con el cuadro rojiblanco además de consagrarse y ser uno de los jugadores más destacados del torneo, aunado a esto fue elegido como parte del 11 ideal de La Liga MX correspondiente a este certamen.

### Retiro
El 7 de noviembre de 2024, Jesús ‘Chapo’ Sánchez anunció su retiro como futbolista profesional luego de toda una carrera hecha en las Chivas de Guadalajara, donde pasó catorce años y ganó cinco títulos con todo y que el equipo pelea por entrar directo a los cuartos de final de la Liguilla del Apertura 2024.
Fueron cuatro títulos locales; una Liga MX, dos Copa MX y una Supercopa MX. Además de un título internacional tras conquistar la Concacaf Champions League en 2018.

## Selección nacional

### Sub-23
En agosto de 2011 fue convocado en la lista preliminar de 28 jugadores para la preparación de los Juegos Panamericanos en octubre, y disputó uno de los dos amistosos contra Chile, pero no pasó a la lista final para los Juegos.

## Palmarés

### Campeonatos nacionales
| Título       | Club        | País           | Año  |
| ------------ | ----------- | -------------- | ---- |
| Copa MX      | Guadalajara | México         | 2015 |
| Supercopa MX | Guadalajara | Estados Unidos | 2016 |
| Copa MX      | Guadalajara | México         | 2017 |
| Liga MX      | Guadalajara | México         | 2017 |

#### Campeonatos internacionales
| Título            | Club        | País   | Año  |
| ----------------- | ----------- | ------ | ---- |
| Liga de Campeones | Guadalajara | México | 2018 |

### Distinciones individuales
| Distinción               | Año  |
| ------------------------ | ---- |
| Once Ideal de la Liga MX | 2017 |